# Кислянське
Кисля́нське (рос. Кислянское) — село у складі Юргамиського району Курганської області, Росія. Адміністративний центр Кислянської сільської ради.
Населення — 895 осіб (2010, 994 у 2002).